# 新加坡航空321号班机事故
新加坡航空321号班机（SQ321）是一架由英国伦敦希思罗机场飞往新加坡樟宜机场的定期航班，2024年5月21日在飞往新加坡途中因遭遇严重湍流，紧急备降至泰国素万那普机场。整起事故造成1人身亡，71人受伤。

## 飛機

涉事飛機航程與遭遇湍流處示意圖

這一事件涉及的飛機是波音777-312ER，事發時，飛機機齡16年。於2008年2月交付給新加坡航空公司，註冊編號為9V-SWM ，生產序列號為34578。机身喷涂“纯白星空联盟”彩绘。

## 事发经过
根据遥感数据，飞机在安达曼海靠近缅甸上空遭遇了严重湍流。飞机于当地时间21日15时45分紧急备降泰国曼谷的素万那普机场。事故中的死者是73岁的格奥弗里·基钦（Geoffrey Kitchen），是英国的退休人士，曾从事保险业，退休后在一家音乐剧剧团活跃，他原本要与家人到亚洲旅游六周。其生前患有心脏病，他很可能死于心肌梗塞。
有機上乘客表示：「飛機突然開始傾斜並開始搖晃，所以我開始為即將發生的事情做好準備，突然間，飛機急劇下降，所有坐在座位上、沒有繫安全帶的人都立即被拋向天花板。」他又指「有些人的頭撞到頭頂的行李艙，把行李艙都撞凹了，有些人直接撞破了燈和放氧氣罩的位置。」
当天晚上，新加坡航空的SQ9071航班接载原先乘坐SQ321航班的131名乘客和12名机组人员继续前往新加坡樟宜机场。
新加坡当地时间5月26日，涉事的9V-SWM客机从曼谷飞往原目的地新加坡。

## 乘客和机组人员
新加坡航空在Facebook表示，该客机载有211名乘客及18名机组人员登机。
| 国籍       | 乘客 | 机组 | 合计 |
| ---------- | ---- | ---- | ---- |
| 新加坡     | 41   | 17   | 59   |
|            | 56   | 0    | 56   |
| 英国       | 47   | 0    | 47   |
| 新西兰     | 23   | 0    | 23   |
| 马来西亚   | 16   | 1    | 17   |
| 菲律賓     | 5    | 0    | 5    |
| 爱尔兰     | 4    | 0    | 4    |
| 美国       | 4    | 0    | 4    |
| 印度       | 3    | 0    | 3    |
| 加拿大     | 2    | 0    | 2    |
| 印度尼西亞 | 2    | 0    | 2    |
| 緬甸       | 2    | 0    | 2    |
| 西班牙     | 2    | 0    | 2    |
| 德国       | 1    | 0    | 1    |
| 冰島       | 1    | 0    | 1    |
| 以色列     | 1    | 0    | 1    |
|            | 1    | 0    | 1    |
| 總計       | 211  | 18   | 229  |

## 調查
本次事故是新加坡航空继2000年新加坡航空006號班機之后，24年來第二件有人员死亡的航班事故。同時亦是波音777-300ER型客机自2004年投入服務以來第一次有乘客死亡的嚴重事故。事发当晚，新加坡交通部宣布下属新加坡交通安全调查局（Transport Safety Investigation Bureau，简称TSIB）将调查本次事故，也已派出专员前往泰国调查。由於执飞航班为美国波音公司的客机，所以美国国家运输安全委员会(NTSB)宣布也将派遣一个5人工作小组协助调查本次事故。
新加坡交通部在5月29日发布第一份调查报告，表示飞机在遭遇强烈乱流后在4.6秒内经历了多次重力值巨大变化，也使得飞机在短时间内下降了178英尺。调查人员相信短时间发生的情况造成了舱内人员的伤亡。而客舱在遭遇乱流8秒之前已亮起系好安全带的提示灯。

## 反應
新加坡總統、總理均對事故中的遇難者表示哀悼。

## 类似航班事故
- 中国东方航空583号班机事故：涉事机型为一架MD-11。该航班於1993年4月6日在巡航时由于机组失误，误触襟翼手柄致使前缘缝翼放出，致使飞机出现剧烈的上下颠簸，多名乘客由于未系安全带在颠簸中受伤。飞机最终在美国阿拉斯加州的谢米亚空军基地迫降，但有2名乘客伤重不治。

- 聯合航空826号班机事故：1997年12月28日，该航班在巡航時遭遇晴空湍流，致使飞机急速下墜，多名乘客、空服員未系安全带受伤，飞机隨即折返東京成田機場，但有1名乘客伤重不治。